# NBA sezonul 2020-2021
Sezonul 2020–2021 al NBA a fost cel de-al 75-lea sezon al National Basketball Association (NBA). Din cauza pandemiei de coronavirus, sezonul regulat a fost redus la 72 de meciuri, programat provizoriu să înceapă pe 22 decembrie 2020. Playoff-ul a fost programat provizoriu să se desfășoare în formatul standard de 16 echipe între 22 mai și 22 iulie 2021. Datorită restricțiilor de călătorie transfrontaliere COVID-19 impuse de Guvernul Canadei, Toronto Raptors intenționează să își joace jocurile de pe teren propriu la Amalie Arena din Tampa, Florida, pentru a începe sezonul.
Milwaukee Bucks a câștigat titlul pentru a doua oară în istorie, pentru prima dată după 50 de ani. 

## Tranzacții

### Retrageri
- La 8 septembrie 2020, Marvin Williams și-a anunțat retragerea din NBA. Williams a jucat pentru patru echipe în timpul carierei sale de 15 ani în NBA.[3]
- La 14 septembrie 2020, Leandro Barbosa și-a anunțat retragerea din NBA. Barbosa a jucat 14 sezoane în NBA, câștigând un campionat cu Golden State Warriors în 2015.[4][5]
- La 24 octombrie 2020, Kevin Séraphin și-a anunțat retragerea din NBA. Séraphin a jucat pentru trei echipe în timpul carierei sale de șapte ani în NBA..[6][7]
- La 16 noiembrie 2020, Corey Brewer și-a anunțat retragerea din NBA. Brewer a jucat 12 ani în NBA pentru opt echipe, câștigând un campionat cu Dallas Mavericks în 2011.[8]
- La 18 noiembrie 2020, Dorell Wright și-a anunțat retragerea din NBA. Wright a jucat pentru patru echipe în timpul carierei sale de 11 ani în NBA.[9]
- La 25 noiembrie 2020, Aaron Brooks și-a anunțat retragerea din NBA. Brooks a jucat pentru șapte echipe în timpul carierei sale de 13 ani în NBA.[10]
- La 30 noiembrie 2020, Evan Turner și-a anunțat retragerea din NBA. Turner a jucat pentru șase echipe în timpul carierei sale de 10 ani în NBA.[11]
- La 30 noiembrie 2020, Andrew Bogut și-a anunțat retragerea din NBA. Bogut a jucat 14 sezoane în NBA, câștigând un campionat cu Golden State Warriors în 2015.[12][13]

### Schimbări de antrenori
| Pre-sezon             | Pre-sezon                 | Pre-sezon         |
| Echipa                | Sezonul 2019–2020         | Sezonul 2020–2021 |
| --------------------- | ------------------------- | ----------------- |
| Brooklyn Nets         | Jacque Vaughn (interimar) | Steve Nash        |
| Chicago Bulls         | Jim Boylen                | Billy Donovan     |
| Houston Rockets       | Mike D'Antoni             | Stephen Silas     |
| Indiana Pacers        | Nate McMillan             | Nate Bjorkgren    |
| Los Angeles Clippers  | Doc Rivers                | Tyronn Lue        |
| New Orleans Pelicans  | Alvin Gentry              | Stan Van Gundy    |
| New York Knicks       | Mike Miller (interimar)   | Tom Thibodeau     |
| Oklahoma City Thunder | Billy Donovan             | Mark Daigneault   |
| Philadelphia 76ers    | Brett Brown               | Doc Rivers        |

## Sezonul regulat

### Clasamente sezonul regulat
| Atlantic Division                   | Atlantic Division | Atlantic Division | Atlantic Division | Atlantic Division | Atlantic Division | Atlantic Division | Atlantic Division |
| vizualizare • discuție • modificare | V                 | Î                 | PCT               | AC                | DE                | MD                | T                 |
| ----------------------------------- | ----------------- | ----------------- | ----------------- | ----------------- | ----------------- | ----------------- | ----------------- |
| Philadelphia 76ers                  | 49                | 23                | 68,1%             | 29-7              | 20-16             | 10-2              | 72                |
| Brooklyn Nets                       | 48                | 24                | 66,7%             | 28-8              | 20-16             | 8-4               | 72                |
| New York Knicks                     | 41                | 31                | 56,9%             | 25-11             | 16-20             | 4-8               | 72                |
| Boston Celtics                      | 36                | 36                | 50,0%             | 21-15             | 15-21             | 4-8               | 72                |
| Toronto Raptors                     | 27                | 45                | 37,5%             | 16-20             | 11-25             | 4-8               | 72                |

| Central Division                    | Central Division | Central Division | Central Division | Central Division | Central Division | Central Division | Central Division |
| vizualizare • discuție • modificare | V                | Î                | PCT              | AC               | DE               | MD               | T                |
| ----------------------------------- | ---------------- | ---------------- | ---------------- | ---------------- | ---------------- | ---------------- | ---------------- |
| Milwaukee Bucks                     | 46               | 26               | 63,9%            | 26-10            | 20-16            | 11-1             | 72               |
| Indiana Pacers                      | 34               | 38               | 47,2%            | 13-23            | 21-15            | 7-5              | 72               |
| Chicago Bulls                       | 31               | 41               | 43,1%            | 15-21            | 16-20            | 7-5              | 72               |
| Cleveland Cavaliers                 | 22               | 50               | 30,6%            | 13-23            | 9-27             | 4-8              | 72               |
| Detroit Pistons                     | 20               | 52               | 27,8%            | 13-23            | 7-29             | 1-11             | 72               |

| Southeast Division                  | Southeast Division | Southeast Division | Southeast Division | Southeast Division | Southeast Division | Southeast Division | Southeast Division |
| vizualizare • discuție • modificare | V                  | Î                  | PCT                | AC                 | DE                 | MD                 | T                  |
| ----------------------------------- | ------------------ | ------------------ | ------------------ | ------------------ | ------------------ | ------------------ | ------------------ |
| Atlanta Hawks                       | 41                 | 31                 | 56,9%              | 25-11              | 16-20              | 9-3                | 72                 |
| Miami Heat                          | 40                 | 32                 | 55,6%              | 21-15              | 19-17              | 6-6                | 72                 |
| Charlotte Hornets                   | 33                 | 39                 | 45,8%              | 18-18              | 15-21              | 8-4                | 72                 |
| Washington Wizards                  | 34                 | 38                 | 47,2%              | 19-17              | 15-21              | 3-9                | 72                 |
| Orlando Magic                       | 21                 | 51                 | 29,2%              | 11-25              | 10-26              | 4-8                | 72                 |

| Northwest Division                  | Northwest Division | Northwest Division | Northwest Division | Northwest Division | Northwest Division | Northwest Division | Northwest Division |
| vizualizare • discuție • modificare | V                  | Î                  | PCT                | AC                 | DE                 | MD                 | T                  |
| ----------------------------------- | ------------------ | ------------------ | ------------------ | ------------------ | ------------------ | ------------------ | ------------------ |
| Utah Jazz                           | 52                 | 20                 | 72,2%              | 31-5               | 21-15              | 7-5                | 72                 |
| Denver Nuggets                      | 47                 | 25                 | 65,3%              | 25-11              | 22-14              | 9-3                | 72                 |
| Portland Trail Blazers              | 42                 | 30                 | 58,3%              | 20-16              | 22-14              | 6-6                | 72                 |
| Minnesota Timberwolves              | 23                 | 49                 | 31,9%              | 13-23              | 10-26              | 5-7                | 72                 |
| Oklahoma City Thunder               | 22                 | 50                 | 30,6%              | 10-26              | 12-24              | 3-9                | 72                 |

| Pacific Division                    | Pacific Division | Pacific Division | Pacific Division | Pacific Division | Pacific Division | Pacific Division | Pacific Division |
| vizualizare • discuție • modificare | V                | Î                | PCT              | AC               | DE               | MD               | T                |
| ----------------------------------- | ---------------- | ---------------- | ---------------- | ---------------- | ---------------- | ---------------- | ---------------- |
| Phoenix Suns                        | 51               | 21               | 70,8%            | 27-9             | 24-12            | 7-5              | 72               |
| Los Angeles Clippers                | 47               | 25               | 65,3%            | 26-10            | 21-15            | 9-3              | 72               |
| Los Angeles Lakers                  | 42               | 30               | 58,3%            | 21-15            | 21-15            | 4-8              | 72               |
| Golden State Warriors               | 39               | 33               | 54,2%            | 25-11            | 14-22            | 5-7              | 72               |
| Sacramento Kings                    | 31               | 41               | 43,1%            | 16-20            | 15-21            | 5-7              | 72               |

| Southwest Division                  | Southwest Division | Southwest Division | Southwest Division | Southwest Division | Southwest Division | Southwest Division | Southwest Division |
| vizualizare • discuție • modificare | V                  | Î                  | PCT                | AC                 | DE                 | MD                 | T                  |
| ----------------------------------- | ------------------ | ------------------ | ------------------ | ------------------ | ------------------ | ------------------ | ------------------ |
| Dallas Mavericks                    | 42                 | 30                 | 58,3%              | 21-15              | 21-15              | 7-5                | 72                 |
| Memphis Grizzlies                   | 38                 | 34                 | 52,8%              | 18-18              | 20-16              | 6-6                | 72                 |
| San Antonio Spurs                   | 33                 | 39                 | 45,8%              | 14-22              | 19-17              | 6-6                | 72                 |
| New Orleans Pelicans                | 31                 | 41                 | 43,1%              | 18-18              | 13-23              | 6-6                | 72                 |
| Houston Rockets                     | 17                 | 55                 | 23,6%              | 9-27               | 8-28               | 5-7                | 72                 |

### Clasament pe conferințe
| Conferința de Est | Conferința de Est   | Conferința de Est | Conferința de Est | Conferința de Est | Conferința de Est | Conferința de Est |
| L                 | Echipa              | V                 | Î                 | PCT               | T                 | Calificare în     |
| ----------------- | ------------------- | ----------------- | ----------------- | ----------------- | ----------------- | ----------------- |
| 1                 | Philadelphia 76ers  | 49                | 23                | 68,1%             | 72                | Play-off          |
| 2                 | Brooklyn Nets       | 48                | 24                | 66,7%             | 72                | Play-off          |
| 3                 | Milwaukee Bucks     | 46                | 26                | 63,9%             | 72                | Play-off          |
| 4                 | New York Knicks     | 41                | 31                | 56,9%             | 72                | Play-off          |
| 5                 | Atlanta Hawks       | 41                | 31                | 56,9%             | 72                | Play-off          |
| 6                 | Miami Heat          | 40                | 32                | 56,9%             | 72                | Play-off          |
| 7                 | Boston Celtics      | 36                | 36                | 50,0%             | 72                | Play-in           |
| 8                 | Washington Wizards  | 34                | 38                | 47,2%             | 72                | Play-in           |
| 9                 | Indiana Pacers      | 34                | 38                | 47,2%             | 72                | Play-in           |
| 10                | Charlotte Hornets   | 33                | 39                | 45,8%             | 72                | Play-in           |
| 11                | Chicago Bulls       | 31                | 41                | 43,1%             | 72                |                   |
| 12                | Toronto Raptors     | 27                | 45                | 37,5%             | 72                |                   |
| 13                | Cleveland Cavaliers | 22                | 50                | 30,6%             | 72                |                   |
| 14                | Orlando Magic       | 21                | 51                | 29,2%             | 72                |                   |
| 15                | Detroit Pistons     | 20                | 52                | 27,8%             | 72                |                   |

| Conferința de Vest | Conferința de Vest     | Conferința de Vest | Conferința de Vest | Conferința de Vest | Conferința de Vest | Conferința de Vest |
| L                  | Echipa                 | V                  | Î                  | PCT                | T                  | Calificare în      |
| ------------------ | ---------------------- | ------------------ | ------------------ | ------------------ | ------------------ | ------------------ |
| 1                  | Utah Jazz              | 52                 | 20                 | 72,2%              | 72                 | Play-off           |
| 2                  | Phoenix Suns           | 51                 | 21                 | 70,8%              | 72                 | Play-off           |
| 3                  | Denver Nuggets         | 47                 | 25                 | 65,3%              | 72                 | Play-off           |
| 4                  | Los Angeles Clippers   | 47                 | 25                 | 65,3%              | 72                 | Play-off           |
| 5                  | Dallas Mavericks       | 42                 | 30                 | 58,3%              | 72                 | Play-off           |
| 6                  | Portland Trail Blazers | 42                 | 30                 | 58,3%              | 72                 | Play-off           |
| 7                  | Los Angeles Lakers     | 42                 | 30                 | 58,3%              | 72                 | Play-in            |
| 8                  | Golden State Warriors  | 39                 | 33                 | 54,2%              | 72                 | Play-in            |
| 9                  | Memphis Grizzlies      | 38                 | 34                 | 52,8%              | 72                 | Play-in            |
| 10                 | San Antonio Spurs      | 33                 | 39                 | 45,8%              | 72                 | Play-in            |
| 11                 | New Orleans Pelicans   | 31                 | 41                 | 43,1%              | 72                 |                    |
| 12                 | Sacramento Kings       | 31                 | 41                 | 43,1%              | 72                 |                    |
| 13                 | Minnesota Timberwolves | 23                 | 49                 | 31,9%              | 72                 |                    |
| 14                 | Oklahoma City Thunder  | 22                 | 50                 | 30,6%              | 72                 |                    |
| 15                 | Houston Rockets        | 17                 | 55                 | 23,6%              | 72                 |                    |

Notă: Echipele scrise cu litere îngroșate sunt pe primul loc în diviziile lor.

## Turneul Play-in
NBA a decis să organizeze un „turneu Play-in” pentru echipele clasate pe locul 7-10 în fiecare conferință în perioada 18 - 21 mai 2021. Echipa de pe locul 7 joacă cu echipa de pe locul 8, echipa câștigătoare urmând a fi plasată pe locul 7 în play-off. Echipa de pe locul 9 joacă cu echipa de pe locul 10, echipa învinsă fiind eliminată din disputa pentru play-off. Echipa învinsă în meciul dintre echipele de locul 7 și 8 joacă cu învingătoare din meciul dintre echipele de pe locurile 9 și 10, câștigătoarea fiind plasată pe locul 8 în play-off, învins fiind eliminată.

### Play-in Conferința de Est

#### Meciul pentru locul 7 în play-off
- Boston Celtics - Washington Wizards 118-100

#### Meciul dintre echipele de pe locurile 9-10
- Indiana Pacers - Charlotte Hornets 144-117

#### Meciul pentru locul 8 în play-off
- Washington Wizards - Indiana Pacers 142-115

### Play-in Conferința de Vest

#### Meciul pentru locul 7 în play-off
- Los Angeles Lakers - Golden State Warriors 103-100

#### Meciul dintre echipele de pe locurile 9-10
- Memphis Grizzlies - San Antonio Spurs 100-96

#### Meciul pentru locul 8 în play-off
- Golden State Warriors - Memphis Grizzlies 112-117

## Play-off
|  | Turul 1            | Turul 1                | Turul 1              |   |                      | Semifinalele conferințelor | Semifinalele conferințelor | Semifinalele conferințelor |  |    | Finalele conferințelor | Finalele conferințelor | Finalele conferințelor |  |    | Finala NBA       | Finala NBA | Finala NBA |
|  |                    |                        |                      |   |                      |                            |                            |                            |  |    |                        |                        |                        |  |    |                  |            |            |
|  | E1                 | Philadelphia 76ers*    | 4                    |   |                      |                            |                            |                            |  |    |                        |                        |                        |  |    |                  |            |            |
|  | E8                 | Washington Wizards     | 1                    |   |                      |                            |                            |                            |  |    |                        |                        |                        |  |    |                  |            |            |
|  | E8                 | Washington Wizards     | 1                    |   | E1                   | Philadelphia 76ers*        | 3                          |                            |  |    |                        |                        |                        |  |    |                  |            |            |
|  |                    |                        |                      |   | E1                   | Philadelphia 76ers*        | 3                          |                            |  |    |                        |                        |                        |  |    |                  |            |            |
|  |                    | E5                     | Atlanta Hawks*       | 4 |                      |                            |                            |                            |  |    |                        |                        |                        |  |    |                  |            |            |
|  | E4                 | E5                     | Atlanta Hawks*       | 4 | New York Knicks      | 1                          |                            |                            |  |    |                        |                        |                        |  |    |                  |            |            |
|  | E4                 |                        |                      |   | New York Knicks      | 1                          |                            |                            |  |    |                        |                        |                        |  |    |                  |            |            |
|  | E5                 | Atlanta Hawks*         | 4                    |   |                      |                            |                            |                            |  |    |                        |                        |                        |  |    |                  |            |            |
|  | E5                 | Atlanta Hawks*         | 4                    |   |                      |                            |                            |                            |  | E5 | Atlanta Hawks*         | 2                      |                        |  |    |                  |            |            |
|  | Conferința de Est  |                        |                      |   |                      |                            |                            |                            |  | E5 | Atlanta Hawks*         | 2                      |                        |  |    |                  |            |            |
|  |                    | E3                     | Milwaukee Bucks*     | 4 |                      |                            |                            |                            |  |    |                        |                        |                        |  |    |                  |            |            |
|  | E3                 | E3                     | Milwaukee Bucks*     | 4 | Milwaukee Bucks*     | 4                          |                            |                            |  |    |                        |                        |                        |  |    |                  |            |            |
|  | E3                 |                        |                      |   | Milwaukee Bucks*     | 4                          |                            |                            |  |    |                        |                        |                        |  |    |                  |            |            |
|  | E6                 | Miami Heat             | 0                    |   |                      |                            |                            |                            |  |    |                        |                        |                        |  |    |                  |            |            |
|  | E6                 | Miami Heat             | 0                    |   | E3                   | Milwaukee Bucks*           | 4                          |                            |  |    |                        |                        |                        |  |    |                  |            |            |
|  |                    |                        |                      |   | E3                   | Milwaukee Bucks*           | 4                          |                            |  |    |                        |                        |                        |  |    |                  |            |            |
|  |                    | E2                     | Brooklyn Nets        | 3 |                      |                            |                            |                            |  |    |                        |                        |                        |  |    |                  |            |            |
|  | E2                 | E2                     | Brooklyn Nets        | 3 | Brooklyn Nets        | 4                          |                            |                            |  |    |                        |                        |                        |  |    |                  |            |            |
|  | E2                 |                        |                      |   | Brooklyn Nets        | 4                          |                            |                            |  |    |                        |                        |                        |  |    |                  |            |            |
|  | E7                 | Boston Celtics         | 1                    |   |                      |                            |                            |                            |  |    |                        |                        |                        |  |    |                  |            |            |
|  | E7                 | Boston Celtics         | 1                    |   |                      |                            |                            |                            |  |    |                        |                        |                        |  | E3 | Milwaukee Bucks* | 4          |            |
|  |                    |                        |                      |   |                      |                            |                            |                            |  |    |                        |                        |                        |  | E3 | Milwaukee Bucks* | 4          |            |
|  |                    | V2                     | Phoenix Suns*        | 2 |                      |                            |                            |                            |  |    |                        |                        |                        |  |    |                  |            |            |
|  | V1                 | V2                     | Phoenix Suns*        | 2 | Utah Jazz*           | 4                          |                            |                            |  |    |                        |                        |                        |  |    |                  |            |            |
|  | V1                 |                        |                      |   | Utah Jazz*           | 4                          |                            |                            |  |    |                        |                        |                        |  |    |                  |            |            |
|  | V8                 | Memphis Grizzlies      | 1                    |   |                      |                            |                            |                            |  |    |                        |                        |                        |  |    |                  |            |            |
|  | V8                 | Memphis Grizzlies      | 1                    |   | V1                   | Utah Jazz*                 | 2                          |                            |  |    |                        |                        |                        |  |    |                  |            |            |
|  |                    |                        |                      |   | V1                   | Utah Jazz*                 | 2                          |                            |  |    |                        |                        |                        |  |    |                  |            |            |
|  |                    | V4                     | Los Angeles Clippers | 4 |                      |                            |                            |                            |  |    |                        |                        |                        |  |    |                  |            |            |
|  | V4                 | V4                     | Los Angeles Clippers | 4 | Los Angeles Clippers | 4                          |                            |                            |  |    |                        |                        |                        |  |    |                  |            |            |
|  | V4                 |                        |                      |   | Los Angeles Clippers | 4                          |                            |                            |  |    |                        |                        |                        |  |    |                  |            |            |
|  | V5                 | Dallas Mavericks*      | 3                    |   |                      |                            |                            |                            |  |    |                        |                        |                        |  |    |                  |            |            |
|  | V5                 | Dallas Mavericks*      | 3                    |   |                      |                            |                            |                            |  | V4 | Los Angeles Clippers   | 2                      |                        |  |    |                  |            |            |
|  | Conferința de Vest |                        |                      |   |                      |                            |                            |                            |  | V4 | Los Angeles Clippers   | 2                      |                        |  |    |                  |            |            |
|  |                    | V2                     | Phoenix Suns*        | 4 |                      |                            |                            |                            |  |    |                        |                        |                        |  |    |                  |            |            |
|  | V3                 | V2                     | Phoenix Suns*        | 4 | Denver Nuggets       | 4                          |                            |                            |  |    |                        |                        |                        |  |    |                  |            |            |
|  | V3                 |                        |                      |   | Denver Nuggets       | 4                          |                            |                            |  |    |                        |                        |                        |  |    |                  |            |            |
|  | V6                 | Portland Trail Blazers | 2                    |   |                      |                            |                            |                            |  |    |                        |                        |                        |  |    |                  |            |            |
|  | V6                 | Portland Trail Blazers | 2                    |   | V3                   | Denver Nuggets             | 0                          |                            |  |    |                        |                        |                        |  |    |                  |            |            |
|  |                    |                        |                      |   | V3                   | Denver Nuggets             | 0                          |                            |  |    |                        |                        |                        |  |    |                  |            |            |
|  |                    | V2                     | Phoenix Suns*        | 4 |                      |                            |                            |                            |  |    |                        |                        |                        |  |    |                  |            |            |
|  | V2                 | V2                     | Phoenix Suns*        | 4 | Phoenix Suns*        | 4                          |                            |                            |  |    |                        |                        |                        |  |    |                  |            |            |
|  | V2                 |                        |                      |   | Phoenix Suns*        | 4                          |                            |                            |  |    |                        |                        |                        |  |    |                  |            |            |
|  | V7                 | Los Angeles Lakers     | 2                    |   |                      |                            |                            |                            |  |    |                        |                        |                        |  |    |                  |            |            |

* - Câștigător de divizie

Litere îngroșate - Câștigătoarea seriei

## Statistici

### Statistici individuale
| Categorie             | Jucător            | Echipă                 | Statistică |
| --------------------- | ------------------ | ---------------------- | ---------- |
| Puncte pe meci        | Stephen Curry      | Golden State Warriors  | 32,0       |
| Recuperări pe meci    | Clint Capela       | Atlanta Hawks          | 14,3       |
| Pase decisive pe meci | Russell Westbrook  | Washington Wizards     | 11,7       |
| Interceptări pe meci  | Jimmy Butler       | Miami Heat             | 2,1        |
| Capace pe meci        | Myles Turner       | Indiana Pacers         | 3,4        |
| Turnovers pe meci     | Russell Westbrook  | Washington Wizards     | 4,8        |
| Faulturi pe meci      | Karl-Anthony Towns | Minnesota Timberwolves | 3,7        |
| Minute pe meci        | Julius Randle      | New York Knicks        | 37,6       |
| FG%                   | Rudy Gobert        | Utah Jazz              | 67,4%      |
| FT%                   | Chris Paul         | Phoenix Suns           | 93,4%      |
| 3FG%                  | Joe Harris         | Brooklyn Nets          | 47,5%      |
| Eficiență pe meci     | Nikola Jokić       | Denver Nuggets         | 35,9       |
| Double-doubles        | Nikola Jokić       | Denver Nuggets         | 60         |
| Triple-doubles        | Russell Westbrook  | Washington Wizards     | 38         |

### Recorduri individuale într-un meci
| Categorie          | Jucător                     | Echipă                                | Statistică |
| ------------------ | --------------------------- | ------------------------------------- | ---------- |
| Puncte             | Stephen Curry               | Golden State Warriors                 | 62         |
| Recuperări         | Enes Kanter                 | Portland Trail Blazers                | 30         |
| Pase decisive      | Russell Westbrook           | Washington Wizards                    | 24         |
| Interceptări       | T. J. McConnell             | Indiana Pacers                        | 10         |
| Capace             | Clint Capela                | Atlanta Hawks                         | 10         |
| Coșuri de 3 puncte | Stephen Curry Fred VanVleet | Golden State Warriors Toronto Raptors | 11         |

### Statistici pe echipe
| Categorie             | echipa                | Statistica |
| --------------------- | --------------------- | ---------- |
| Puncte pe meci        | Milwaukee Bucks       | 120,1      |
| Recuperări pe meci    | Utah Jazz             | 48,3       |
| Pase decisive pe meci | Golden State Warriors | 27,7       |
| Interceptări pe meci  | Memphis Grizzlies     | 9,1        |
| Capace pe meci        | Indiana Pacers        | 6,4        |
| Turnovers pe meci     | Oklahoma City Thunder | 16,1       |
| FG%                   | Brooklyn Nets         | 49,4%      |
| FT%                   | Los Angeles Clippers  | 83,9%      |
| 3FG%                  | Los Angeles Clippers  | 41,1%      |
| +/−                   | Utah Jazz             | +9,3       |